# 大垌镇 (钦州市)
大垌镇，是中华人民共和国广西壮族自治区钦州市钦北区下辖的一个乡镇级行政单位。

## 行政区划
大垌镇下辖以下地区：
大垌社区、大垌村、平山村、良田村、米家村、大塘村、歌标村、大片村、平辽村、江表村和横岭村。